# Bataille de Tawarga
Guerre civile libyenne
Batailles
- 1re Benghazi
- El Beïda
- Derna
- 1re Tripoli
- Misrata
- 1re Zaouïa
- Djebel Nefoussa (1re Dehiba
- 2e Dehiba
- Gharyan)
- 1re Brega
- 1re Ras Lanouf
- 1re Ben Jawad
- 2e Ras Lanouf
- 2e Brega
- 1re Ajdabiya
- 2e Benghazi
- 2e Ajdabiya
- 1re golfe de Syrte
- 3e Brega
- Al Jawf
- Front de Misrata (Zliten
- Tawarga
- 2e Zaouïa
- 4e Brega
- Fezzan
- Birak)
- 5e Brega
- 3e Zaouïa
- 2e Tripoli
- 2e Sebha
- 2e golfe de Syrte (Syrte)
- Offensive de Bani Walid (Tarhounah - Bani Walid)

- Intervention militaire de l’OTAN
- Opération Ellamy (Royaume-Uni)
- Opération Harmattan (France)
- Opération Odyssey Dawn (États-Unis)
- Opération Mobile (Canada)

La bataille de Tawarga est une bataille de la guerre civile libyenne opposant les forces fidèles à Mouammar Kadhafi à la rébellion libyenne du 11 au 13 août 2011 dans la ville de Tawarga.

## Contexte
Ville stratégique, des tireurs d'élite et de l'artillerie de l'armée gouvernementale y étaient implantées, menaçant Misrata.

## Déroulement
Les rebelles lancent une offensive sur la ville le 11 août appuyés par 3 à 6 chars et avec le soutien aérien de l'OTAN.
Après deux jours de combats, elle est occupée par les forces du CNT le 13 août qui en chassent les khadafistes.